# Praia de Valadares
A Praia de Valadares situa-se próximo de Valadares na atual freguesia de Gulpilhares e Valadares, no Município de Vila Nova de Gaia, em Portugal.
A Praia de Valadares tem clima de tipo "temperado marítimo" ou "oceânico" cujos ventos, vindos de Oeste, são húmidos e frios.
A vegetação natural é composta por pinheiros bravos. Nesta praia desagua um regato que nasce na freguesia de Canelas — que assume vários nomes: rio do Paço, rio de Valadarinhos, rio de Vila Chã —, sendo utilizado na rega dos campos para cultivo.
A plataforma litoral, sobre a qual assentam depósitos de antigas praias, testemunha a oscilação do mar e da crusta terrestre ao longo do Plio-Plistocénico. Sobre eles ou, em contacto directo com um substrato rochoso, existem frequentemente várias formações de cobertura dunares e coluvionares, tendo-se estas últimas mostrado recentemente bastante ricas do ponto de vista arqueológico. Pensa-se que na era Cenozóica o oceano cobria toda esta área. No Quaternário houve oscilações, ficando o mar com o nível da actualidade.
Na Praia de Valadares localiza-se o antigo Sanatório Marítimo do Norte e, mais acima, o edifício da antiga Clínica Heliantia.